# Гейсбрехт Лейтенс
Гейсбрехт Лейтенс (нід. Gijsbrecht Leytens 1586–1656) — фламандський художник пейзажист доби раннього бароко. Уславився зображенням зимових пейзажів, хоча малював і інші.

## Повернення майстра в історію мистецтв

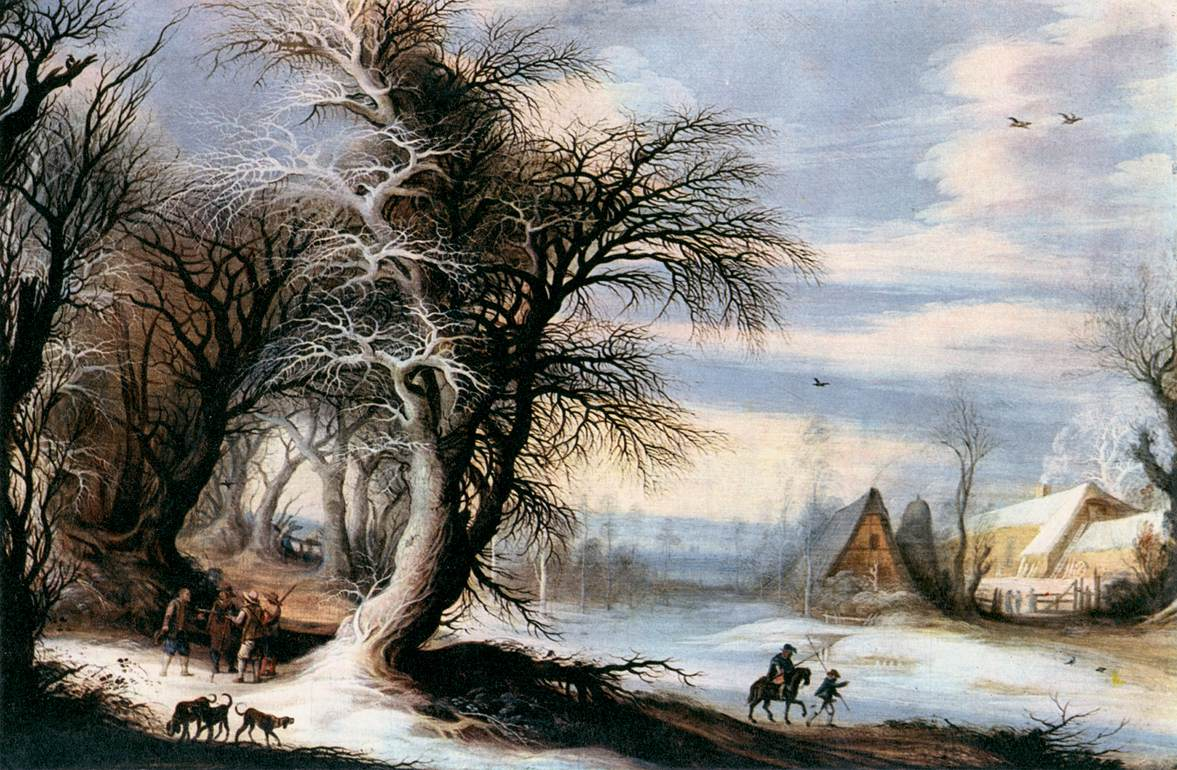
«Зимовий пейзаж з мисливцями». Національна галерея (Прага).

Вивченню творчої спадщини майстра допомогли колекціонери. І серед них — Щавинський Василь Олександрович (1868–1924). Ще замолоду його вислали з міста Київ за відверто українофільські погляди, які він не приховував. Василь Олександрович практично все життя мешкав за межами України і лише фах та закінчення Політехнічного інституту в місті Цюрих (Швейцарія) надали можливість жити і працювати в Санкт-Петербурзі. Перебування за кордоном, а потім в столиці Російської імперії наблизили його до мистецтва. Отримані кошти він і почав витрачати на твори мистецтва. В коло зацікавленості колекціонера потрапили художники Голландії та Фландрії XVII століття. Серед петербурзьких колекціонерів, що теж цікавились творами цього періоду, був і російський науковець та географ Семенов-Тянь-Шанський Петро Петрович (1827–1914).
Серед придбань Василя Щавинського опинилась і картина з зимовим пейзажем, що була в збірці Ілліна, а потім у І. Я. Забельського. З 1908 року вона перейшла до збірок Щавинського. Того ж 1908 року Василь Олександрович оприлюднив статтю в журналі про цей пейзаж і запропонував назвати його авора «Майстер зимових пейзажів», оскільки твори художника не мали підпису. Василь Олександрович знайшов ще три картини художника в російських приватних збірках, стиль яких збігався зі стилем автора картини із його колекції. Так в історію мистецтва були повернуті картини призабутого художника.
1942 року голландський знавець національного живопису Петрус Реелик оприлюднив дані про картину «Зимовий пейзаж» з власної збірки, яка мала на дошці монограму «G L». Реелик витратив час і переглянув списки художників, зафіксованих в документах гільдій різних міст. В гільдії Св. Луки міста Антверпен знайдені згадки про майстра-пейзажиста Гейсбрехта Лейтенса. Він і запропонував ототожнити «Майстра зимових пейзажів» з Гейсбрехтом Лейтенсом. Петрус Реелик знав вже про вісімнадцять збережених картин митця.
Німецька дослідниця Едіт Грейндл в 1973 році розширила коло робіт майстра до сорока чотирьох, що надало можливість дослідити жанровий і стилістичний діапазон Майстра зимових пейзажів. 1988 року друга німецька дослідниця (Урсула Хертінг) оприлюднила дані про картину «Зимовий пейзаж з мисливцем у замерзлого ручая», що мала повний підпис художника — Гейсбрехт Лейтенс. Так коло вивчення нарешті замкнулося. Тепер було потрібно відновити канву біографії призабутого художника.

## Різновид жанру

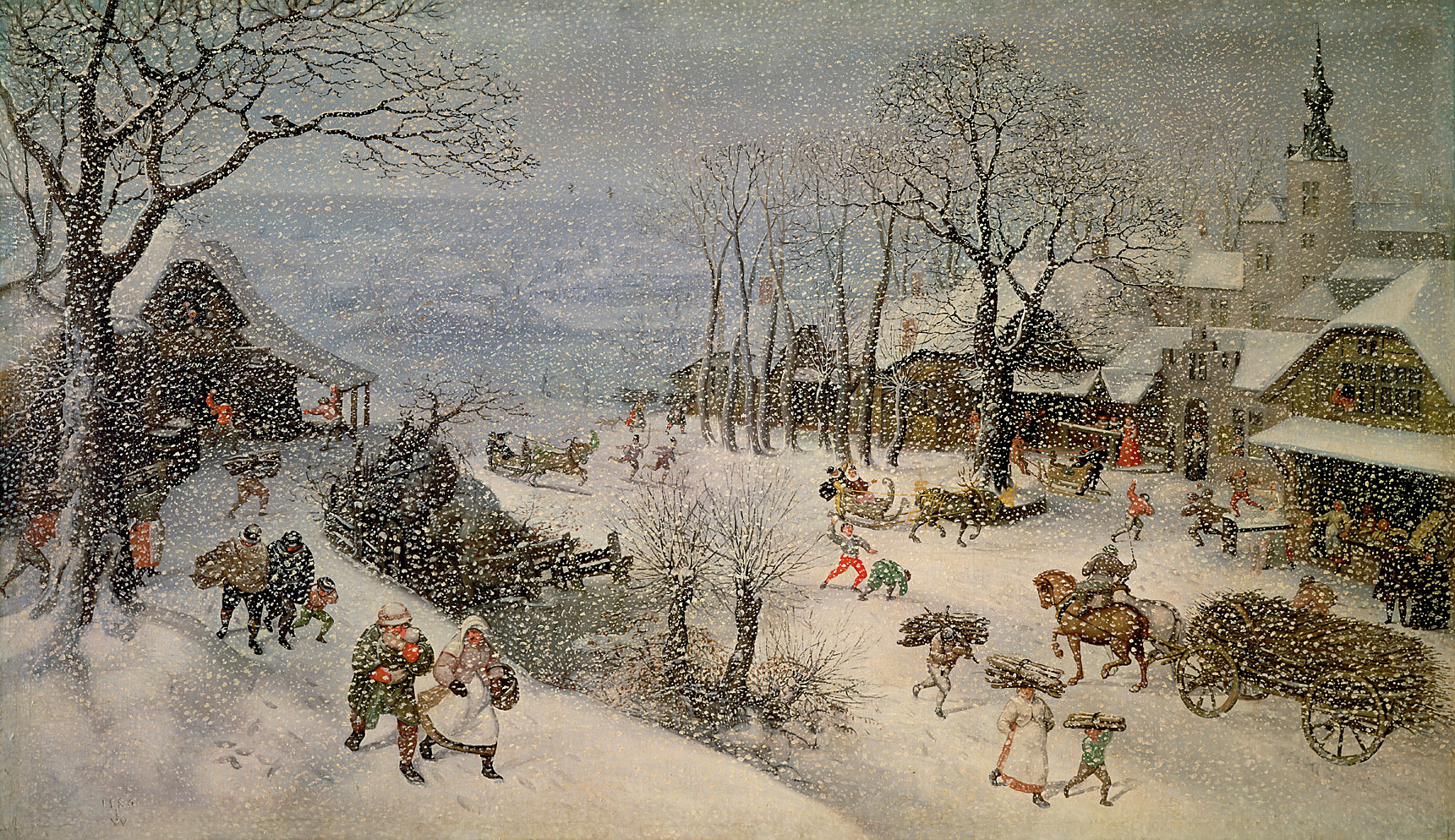
Лукас ван Фалькенборх. «Зимовий день». Музей історії мистецтв, Відень.

Гейсбрехт Лейтенс — не єдиний, хто звертався до створення картин з зимовими пейзажами. Їх робили в XVI та в XVII століттях Пітер Брейгель старший, його син Ян Брейгель старший, що часто копіював твори батька, Абель Гріммер, Гендрик Аверкамп, Лукас ван Фалькенборх, Деніс ван Альслот. Але Гейсбрехт Лейтенс звертався до них частіше і виробив індивідуальну манеру, що відрізняла його від філософських узагальнень Пітера Брейгеля старшого чи затишних деталей і знахідок Лукаса ван Фалькенборха.
Він створював якісь чудернацькі дерева, які колисали чи то космічні вітри, чи то зимові буревії. Дерева в зимових пейзажах стоять запорошені снігом і наче споріднені з тривожними снами. Можливо, на творчу манеру митця мали впливи картини доби нідерландського маньєризму. Віти навіть оголених дерев рясніють зображеннями птахів, котрих роспізнали орнітологи. Серед них — сойки, одуди, сороки, красені-птахи рибалочки. Хитрі рибалочки на картинах майстра чекають, поки люди проб'ють лід на каналах, аби розпочати підльодне полювання. Отже, Гейсбрехт Лейтенс ретельно спостерігав за зимовою природою і птахами, перед тим як перенести їх в картини і малюнки. Один з них з натурними замальовками художника зберігає музей Ермітаж.

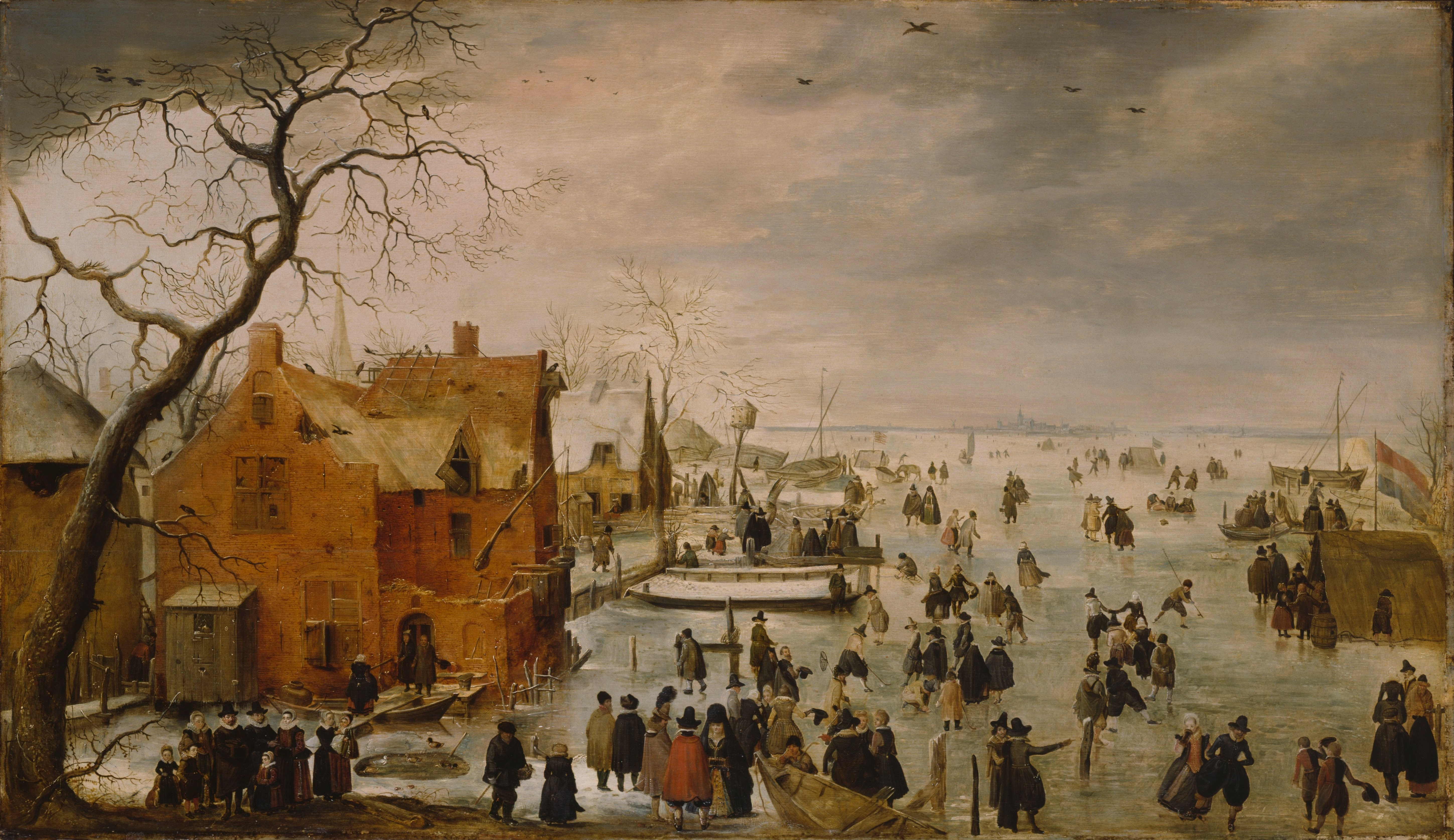
Гендрик Аверкамп, «Ковзанярі на замерзлому каналі», Шверин, музей.
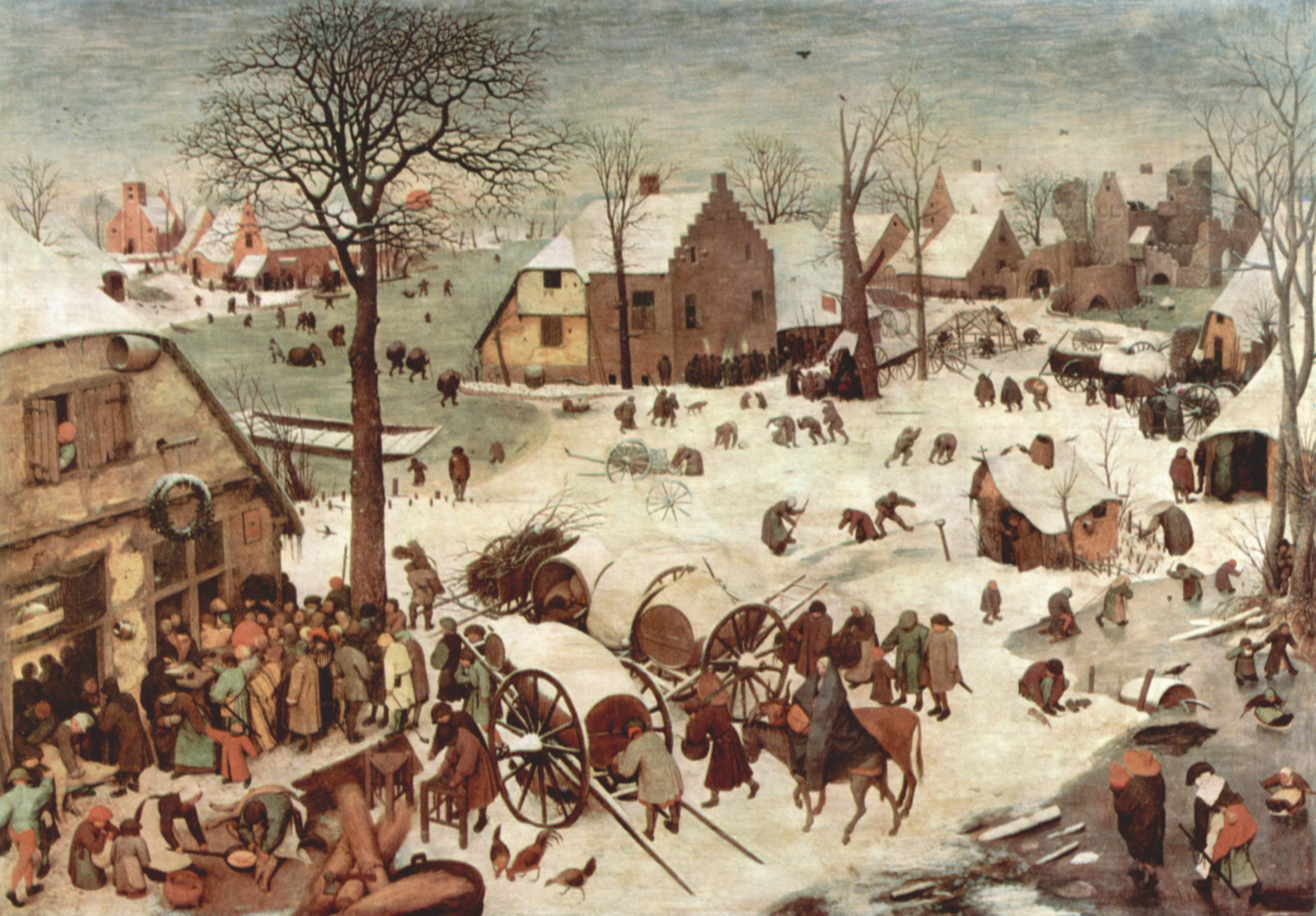
Пітер Брейгель старший, «Перепис у Вифлеємі»
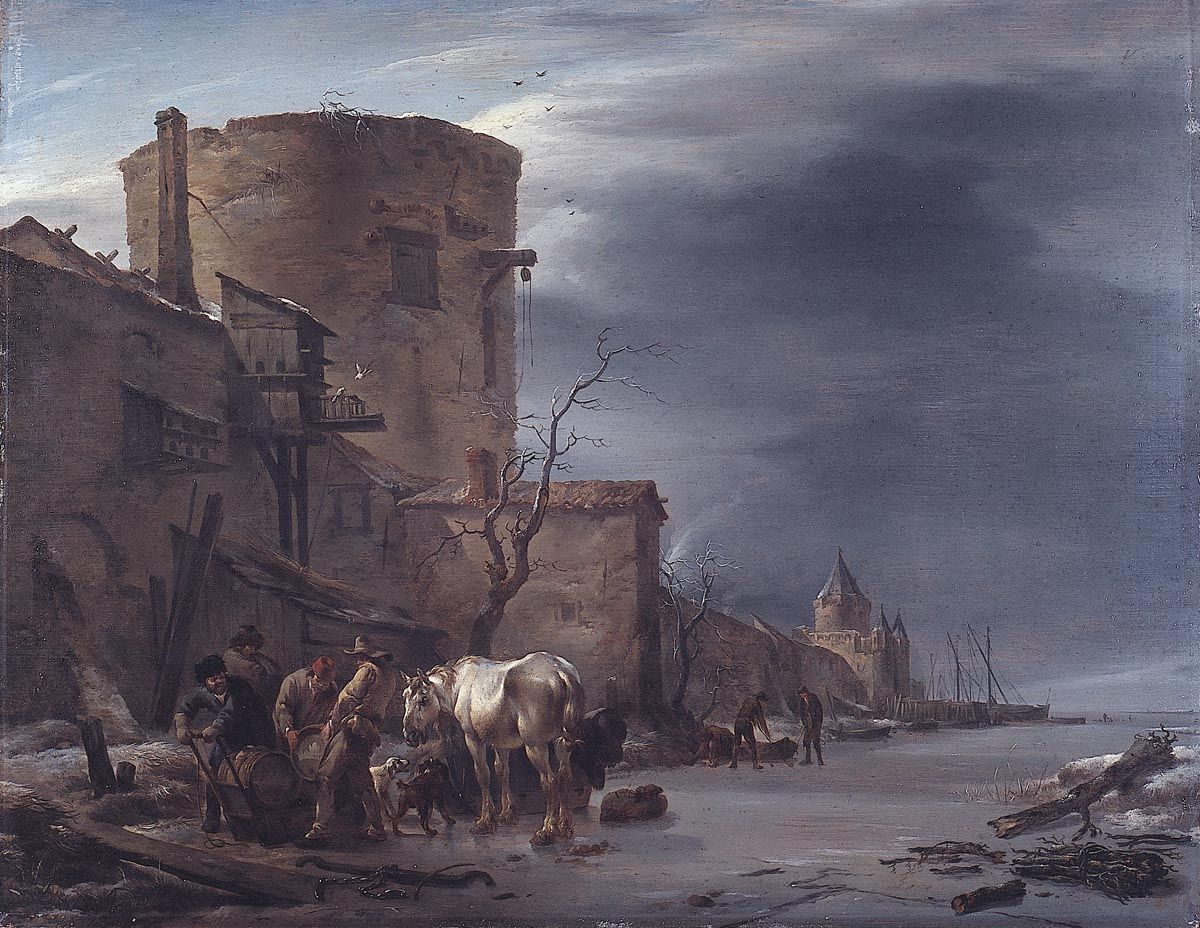
Ніколас Пітерс Берхем. «Лід на каналі біля фортечних мурів», 1647 р.Музей Франса Галса

## Відновлений життєпис
Гейсбрехт Лейтенс походив з міста Антверпен. Тут був спочатку підмайстром і опановував художню майстерність під кервництвом художника Жака Вроліка, картин якого не знайдено. 1611 року він стає майстром і членом гільдії Св. Луки в Антверпені. Відтоді як майстер мав право на відкриття власної майстерні в місті і брати на удосконалення учнів. Останні роки життя задокументовані погано. За різними даними помер чи то в 1643, чи то до 1656 року. Є відомості, що співпрацював з іншими майстрами, серед яких Вінсент Мало́, Себастьян Вранкс, Франс Франкен молодший. Останній виконав картину «Кабінет прихильника мистецтв» (Музей історії мистецтв, Відень, Австрія), де в інтер'єрі приватної галереї подав зображення одного з «Зимових пейзажів» свого антверпенського колеги.

## Вибрані твори

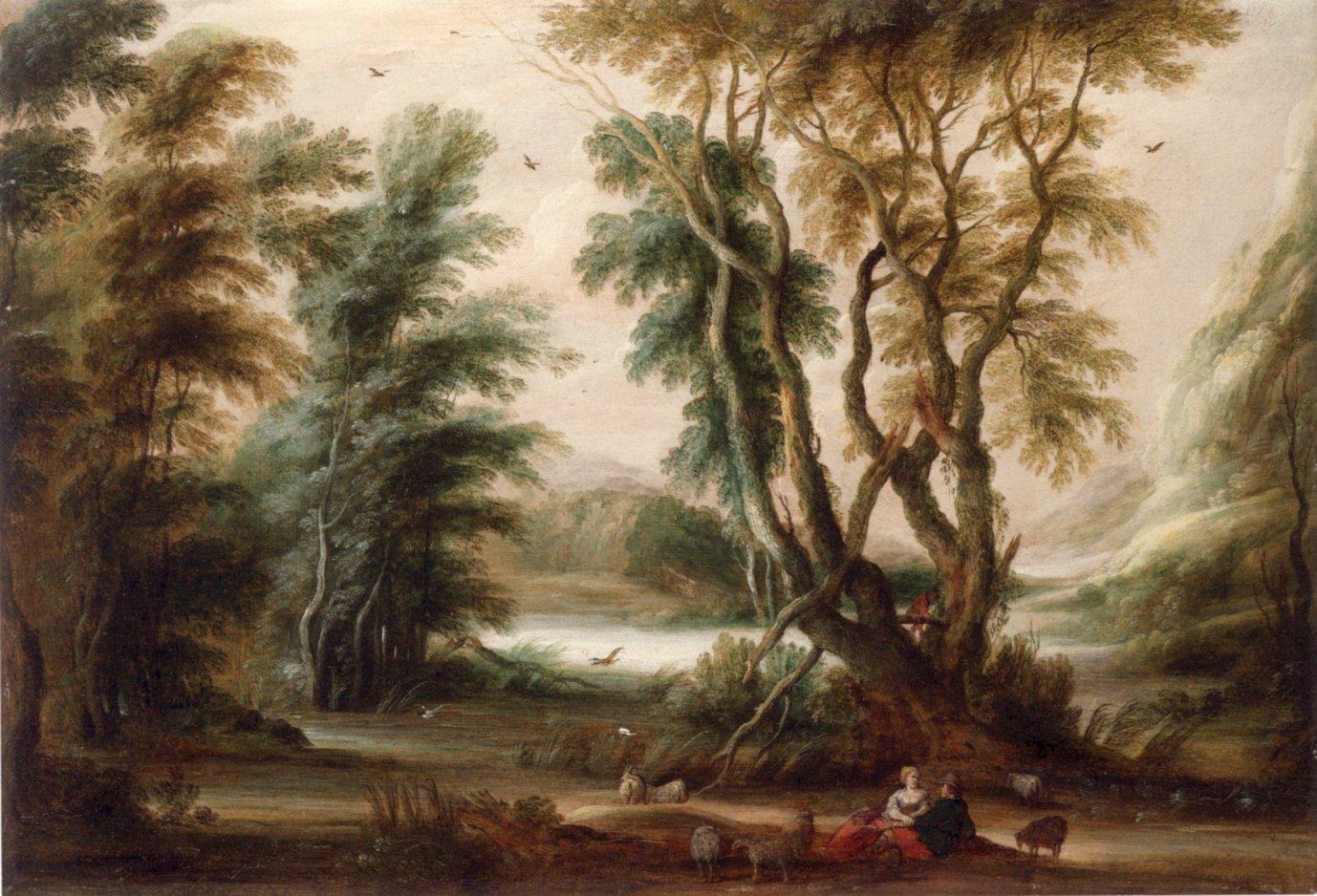
«Лісовий пейзаж з чередою і пастухами»

- «Зимовий пейзаж», Ермітаж, Санкт-Петербург
- «Зимовий пейзаж зі збирачами хмизу», Ермітаж
- «Зимовий пейзаж» (був в колекції Петруса Реелика, Нідерланди)
- «Зимовий пейзаж з мисливцем у замерзлого ручая»
- «Лісовий пейзаж з чередою і пастухами»
- «Зимовий пейзаж»